# Granträsks naturreservat
Granträsks naturreservat är ett naturreservat i Arvidsjaurs kommun i Norrbottens län.
Området är naturskyddat sedan 2019 och är 2,5 kvadratkilometer stort. Reservatet omfattar skog, myrmarker och mindre sjöar som Granträsklobblen. Reservatets skog består av gran- och tallskog i del som sumpskog.